# 라바브

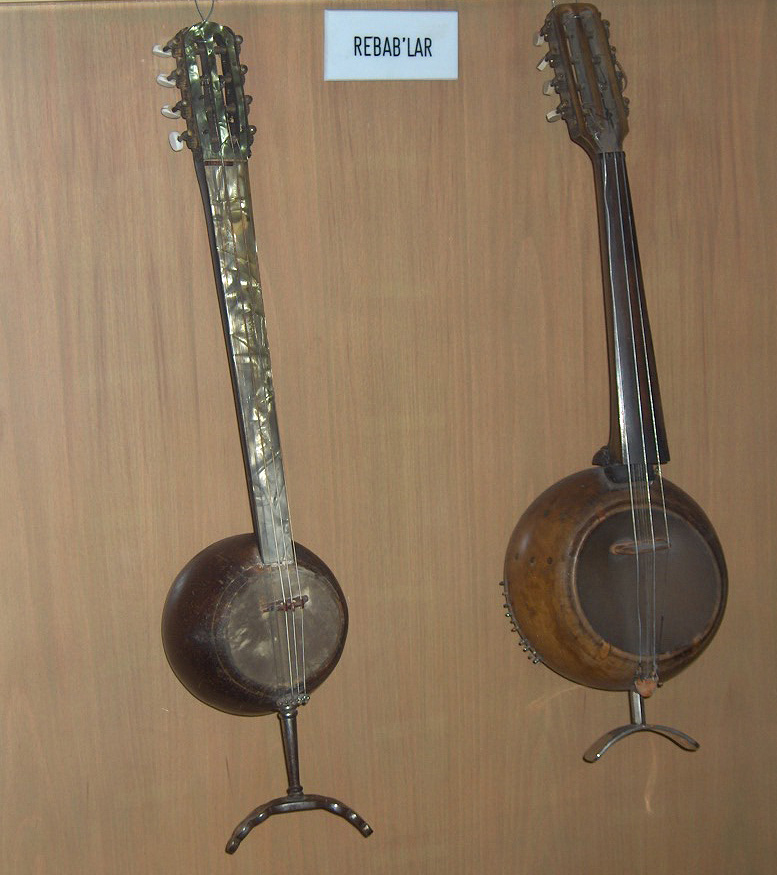
튀르키예의 라바브

라바브(아랍어: ربابة) 또는 레밥(말레이어: Rebab, 인도네시아어: Rebab)은 중동, 말레이시아, 인도네시아 음악에서 연주되는 찰현악기이다.

## 구조
라바브는 8세기 이전에 아프가니스탄, 파키스탄, 인도에서 등장한 현악기로서 이슬람 세계의 무역로를 통해 북아프리카, 아랍 세계, 이란, 중앙아시아 각지로 전파되었다. 11세기에는 라바브가 스페인을 비롯한 서유럽 각지로 전파되었는데 이는 레베크의 등장으로 이어지게 된다.
라바브는 다른 찰현악기들과 마찬가지로 현을 활로 문질러서 연주하며 서양배, 보트, 원형, 사다리꼴, 직사각형과 같이 서로 다른 다양한 모양을 갖고 있다. 라바브 하단에는 대못이 박혀 있어서 악기가 바닥에 닿을 수 있도록 하는 받침대 부분인 스파이크 피들(Spike fiddle)이 있는데 여기서 발전한 몇몇 악기들은 작은 스파이크 부분을 갖고 있다. 몸통의 앞 부분은 양피지 또는 양의 가죽으로 뒤덮여 있고 긴 목 부분과 이어져 있다. 끝 부분에는 줄감개가 있는데 1개에서 4개 정도의 줄을 고정시키는 역할을 한다.
라바브는 무릎이나 바닥에 놓은 상태에서 연주하는데 라바브의 활은 바이올린의 활보다 약간 휘어져 있다. 라바브는 다른 현악기들과는 달리 손가락을 짚는 지판이 없기 때문에 연주자는 손가락이 악기에 닿지 않은 자세를 취한 다음에 손가락의 위치를 바꿔가면서 연주한다.
아랍 세계에서는 바이올린, 케멘체(Kemenche)의 등장으로 인해 라바브의 활용 빈도가 줄어들고 있지만 이라크에서는 전통 음악인 자우자(Jawza)를 연주하는 과정에서 라바르를 활용한다. 인도네시아의 전통 기악 합주곡인 가믈란(Gamelan)에서 라바브는 발룽안(Balungan)이라는 기본 선율을 장식하는 데에 필수적인 정교한 악기인 파네루산(Panerusan)으로 여겨진다. 말레이시아 클란탄주, 트렝가누주에서는 치유 의식에서 레바브를 활용하는데 병원에서 의사가 치료하기 어려운 환자를 위하여 연주자가 직접 연주하기도 한다.

## 사진

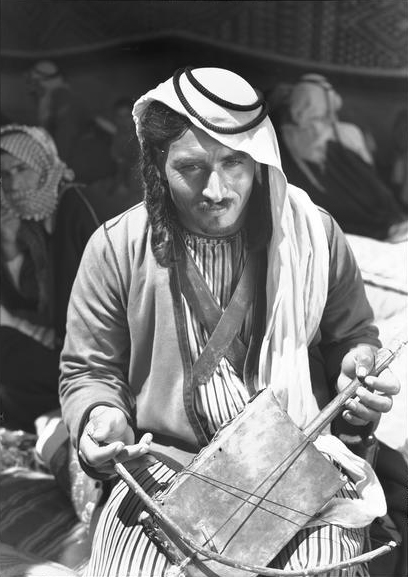
제2차 세계 대전 시대에 라바브를 연주하는 베두인의 모습
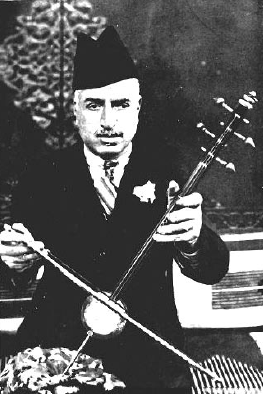
이라크의 라바브 연주자가 자우자를 연주하는 모습
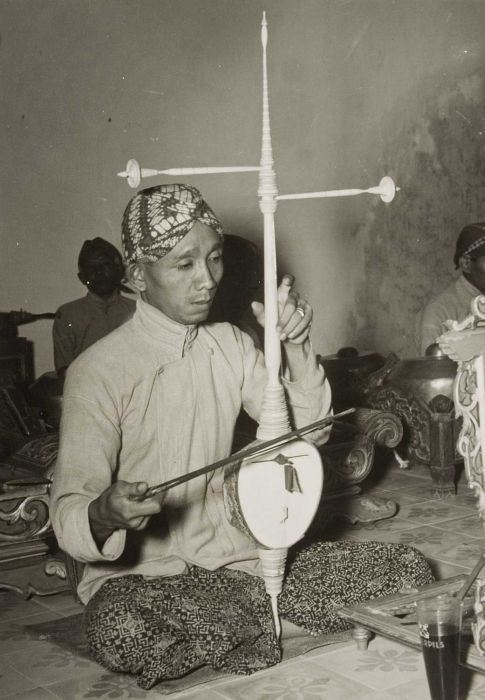
인도네시아의 라바브 연주자가 가믈란을 연주하는 모습

## 같이 보기
- 이호 (악기)
- 구슬라
- 코비즈